# Monitor ERP Arena
Die Monitor ERP Arena ist eine Mehrzweckhalle in der schwedischen Stadt Gävle. Die Halle ist Austragungsort der Spiele des Eishockeyclubs Brynäs IF aus der HockeyAllsvenskan, der zweithöchsten schwedischen Liga. Sie liegt zwischen dem Gunder-Hägg-Stadion, welches früher Gavlestadion hieß, und Gävletravet im Stadtteil Sätra.

## Geschichte
Die Halle wurde 1967 unter dem Namen Gavlerinken als Ersatz für das Gävle Isstadion eingeweiht. Damals fasste es 9.062 Zuschauer, davon 3.200 auf Sitzplätzen. Im Laufe der Zeit wurde es mehrfach umgebaut, wodurch die Gesamtzahl der Zuschauerplätze zugunsten von mehr Sitzplätzen auf heute noch 8.265 verringert wurde. Für Konzerte kann diese Zahl durch temporäre Umbauten auf 11.000 erhöht werden.
Das Gavlerinken wurde dem Verein Brynäs IF im Jahre 2005 von der Stadt Gävle abgekauft und 2006 für rund 160 Millionen SEK umgebaut. Die Namensrechte wurden an die Firma Leaf verkauft, die das Arena in Läkerol Arena umbenannte. 2014 erlangte die Stadt die Rechte zurück und benannte das Veranstaltungsstätte in Gavlerinken Arena um. Seit 2019 trägt die Halle durch einen neuen Sponsoringvertrag die Bezeichnung Monitor ERP Arena.
In der Arena fanden unter anderem das Melodifestivalen, die schwedische Vorentscheidung zum Eurovision Song Contest, 2007 und 2016 sowie das Finalturnier der Euro Hockey Tour 2006/07 statt.